# 斯内利厄斯月谷

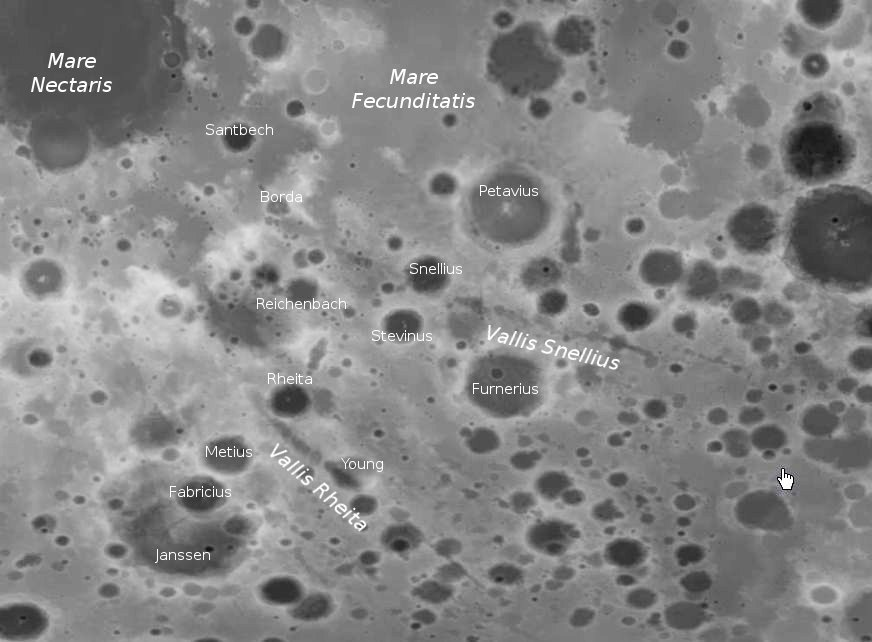
斯内利厄斯月谷和里伊塔月谷(月球勘测轨道飞行器详图)

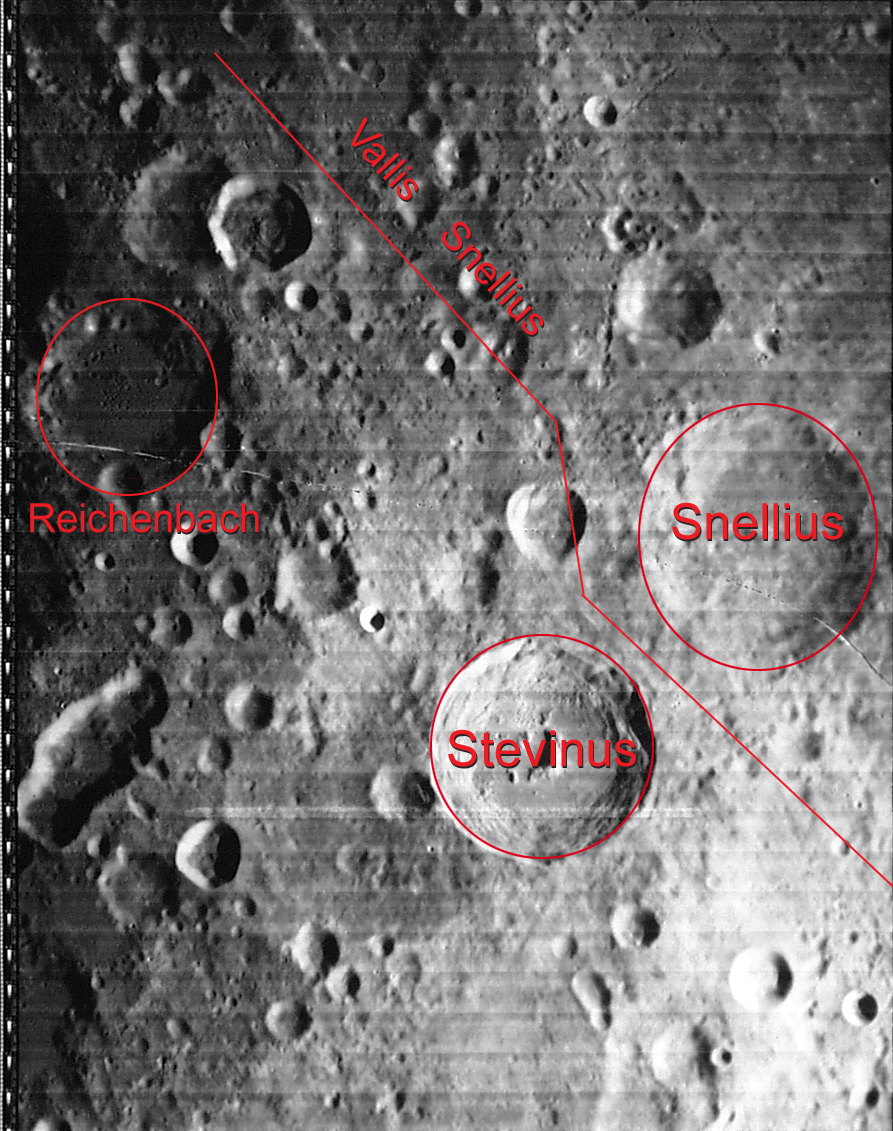
斯内利厄斯月谷

斯内利厄斯月谷(Vallis Snellius)是月球正面一条直线型月谷，绵延在月球东南崎岖的月表上，位于丰富海的南面。它发源于酒海盆地并向西北方延伸，很像西南方的里伊塔月谷，两者可能有着共同的起源。该月谷的月面座标为南纬31.1°、东经56.0°(31°06′S 56°00′E / 31.1°S 56.0°E)，最大长度592公里，为月球上最长的已命名月谷。
虽然它大致呈现为一条直谷，但形状仍不规则，由于后续的撞击侵蚀，月谷已破损严重，其在月表的轨迹很难道被辨清。斯内利厄斯环形山的南半侧坐落在该峡谷上，靠近月谷北面是波达陨石坑。